# Ladislau II da Boémia
Ladislau II da Boémia foi duque da Boémia, tendo governado entre 1140 e 1158 e Rei da Boêmia de 1158 a 1172. Seu governo de duque foi antecedido por Sobeslau I da Boémia e foi sucedido pelo governo de Frederico da Boémia. Como rei, seu antecessor foi Bratislau II da Boémia e seu sucessor foi Otacar I da Boêmia.